# Ouled Abbes
Ouled Abbes (în arabă أولاد عباس) este o comună din provincia Chlef, Algeria.
Populația comunei este de 8.578 de locuitori (2008).